# NGC 4394
NGC 4394 est une galaxie spirale barrée relativement rapprochée et située dans la constellation des Chevelure de Bérénice. NGC 4394 a été découverte par l'astronome germano-britannique William Herschel en 1784.

## Caractéristiques
La classe de luminosité de NGC 4394 est II et elle présente une large raie HI. De plus, c'est une galaxie LINER, c'est-à-dire une galaxie dont le noyau présente un spectre d'émission caractérisé par de larges raies d'atomes faiblement ionisés.

### Distance
Sa vitesse par rapport au fond diffus cosmologique est de 1 240 ± 23 km/s, ce qui correspond à une distance de Hubble de 18,28 ± 1,32 Mpc (∼59,6 millions d'al).
À ce jour, sept mesures non basées sur le décalage vers le rouge (redshift) donnent une distance de 17,800 ± 3,127 Mpc (∼58,1 millions d'al), ce qui est à l'intérieur des valeurs de la distance de Hubble. Cependant cette galaxie, comme plusieurs de l'amas de la Vierge, est relativement rapprochée du Groupe local et on obtient souvent une distance de Hubble très différente en raison de leur mouvement propre dans le groupe où l'amas où elles sont situées.

## Morphologie
NGC 4394 a été utilisée par Gérard de Vaucouleurs comme une galaxie de type morphologique SA:(r)ab sp dans son atlas des galaxies,.
Eskridge, Frogel et Pogge ont publié un article en 2002 décrivant la morphologie de 205 galaxies spirales ou lenticulaires rapprochées. Les observations ont été réalisées dans la bande H de l'infrarouge et dans la bande B (le bleu). Selon Eskridge et ses collègues, NGC 4394 est de type Sab? dans la bande B et (R)SB0/a dans la bande H. Le noyau ponctuel de NGC 4394 est brillant et encastré dans un bulbe légèrement elliptique. Le bulbe est traversé par une barre proéminente. Les anses à l'extrémité de cette-ci forment la base d'un motif spiralé intérieur étroitement enveloppé. La bras sont diffus et de faible brillance de surface, bien qu'ils présentent un certain nombres de nœuds formation d’étoiles. Le bras nord-est est plus lumineux que le bras sud-est. 

## Groupe de M87, de M60 et l'amas de la Vierge
Selon A.M. Garcia, NGC 4394 est membre du groupe de M87 (NGC 4486). Ce groupe de galaxies comprend au moins 96 membres, dont 53 apparaissent au New General Catalogue et 17 à l'Index Catalogue.
D'autre part, la plupart des galaxies du New General Catalogue, dont NGC 4394, et seulement quatre de l'Index Catalogue du groupe de M87 apparaissent  dans une liste de 227 galaxies d'un article publié par Abraham Mahtessian en 1998. Cette liste comporte plus de 200 galaxies du New General Catalogue et une quinzaine de galaxies de l'Index Catalogue. On retrouve dans cette liste 11 galaxies du Catalogue de Messier, soit M49, M58, M60, M61, M84, M85, M87, M88, M91, M99 et M100.
Toutes les galaxies de la liste de Mahtessian ne constituent pas réellement un groupe de galaxies. Ce sont plutôt plusieurs groupes de galaxies qui font tous partie d'un amas galactique, l'amas de la Vierge. Pour éviter la confusion avec l'amas de la Vierge, on peut donner le nom de groupe de M60 à cet ensemble de galaxies, car c'est l'une des plus brillantes de la liste. L'amas de la Vierge est en effet beaucoup plus vaste et compterait environ 1300 galaxies, et possiblement plus de 2000, situées au cœur du superamas de la Vierge, dont fait partie le Groupe local,.
De nombreuses galaxies de la liste de Mahtessian se retrouvent dans onze groupes décrits dans l'article d'A.M. Garcia, soit le groupe de NGC 4123 (7 galaxies), le groupe de NGC 4261 (13 galaxies), le groupe de NGC 4235 (29 galaxies), le groupe de M88 (13 galaxies, M88 = NGC 4501), le groupe de NGC 4461 (9 galaxies), le groupe de M61 (32 galaxies, M61 = NGC 4303), le groupe de NGC 4442 (13 galaxies), le groupe de M87 (96 galaxies, M87 = NGC 4486), le groupe de M49 (127 galaxies, M49 = NGC 4472), le groupe de NGC 4535 (14 galaxies) et le groupe de NGC 4753 (15 galaxies). Ces onze groupes font partie de l'amas de la Vierge et ils renferment 396 galaxies. Certaines galaxies de la liste de Mahtessian ne figurent cependant dans aucun des groupes de Garcia et vice versa.

### Paire de galaxies
Selon E.L. Turner, les galaxies NGC 4382 (M85) et NGC 4394 forment une paire de galaxies rapprochées. La distance de Hubble de NGC 4382 est égale à (15,128 ± 5,332 pc, soit une distance semblable à NGC 4394. Il est donc vraisemblable que ces deux galaxies forment une paire réelle.